# Matthias Mellinghaus
Matthias Mellinghaus (født 10. maj 1965 i Iserlohn, Vesttyskland) er en tysk filminstruktør og tidligere roer samt olympisk guldvinder.
Mellinghaus var med i den vesttyske otter, der som national mester deltog i OL 1988 i Seoul, hvor båden ikke var blandt favoritterne. Vesttyskerne overraskede imidlertid i indledende runde ved at vinde deres heat med mere end halvandet sekunds forspring til de øvrige deltagere. I finalen tog de hurtigt føringen og gav aldrig slip på den igen. I mål var de næsten to sekunder foran de øvrige deltagere, hvor Sovjetunionen akkurat sikrede sig sølvet foran USA. De øvrige i den vesttyske vinderbåd var Eckhardt Schultz, Bahne Rabe, Wolfgang Maennig, Ansgar Wessling, Thomas Möllenkamp, Thomas Domian, Armin Eichholz og styrmand Manfred Klein.
Mellinghaus studerede historie og tysk, men endte med at tage en filminstruktøruddannelse ved Filmuniversität Babelsberg Konrad Wolf. Han instruerede en række dokumentarfilm for tyske tv-selskaber og emigrerede til Canada i 2001, hvor han slog sig ned i Vancouver. Her har han siden arbejdet i canadisk filmindustri som instruktørassistent på en lang række produktioner.

## OL-medaljer
- 1988:  Guld i otter